# Abbe-Refraktometer

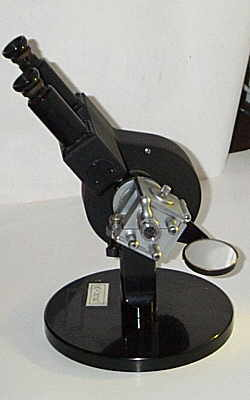
Abbe-Refraktometer von rechts gesehen

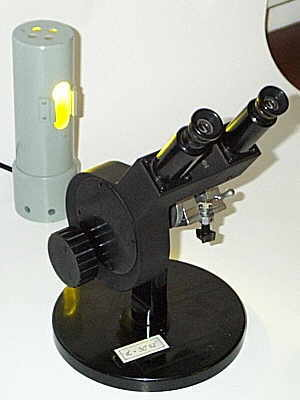
Abbe-Refraktometer von links gesehen

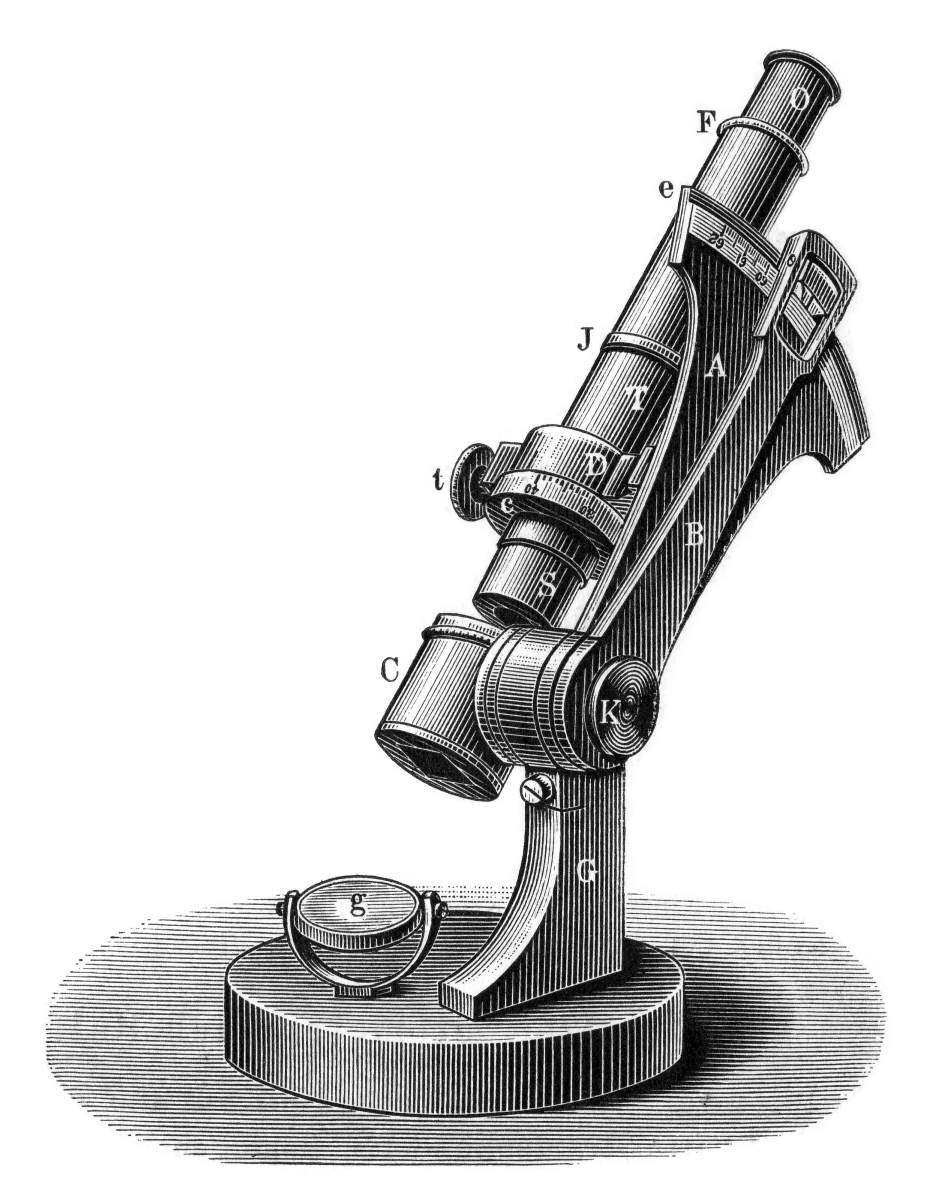
Abbe-Refraktometer (Holzstich 1897)

Das Abbe-Refraktometer ist ein optisches Gerät zur Bestimmung der Konzentration eines Stoffes oder Stoffgemisches in einem Trägermedium, wie z. B. dem Zuckergehalt in Weintraubenmost. Dies geschieht über die Ermittlung des Brechungsindex der zu untersuchenden Probe. Als Totalreflektometer beruht sein Messprinzip auf der Tatsache, dass der Grenzwinkel αg der Totalreflexion an einer Grenzfläche vom Brechungsindex der beteiligten optischen Medien abhängt.
Die Totalreflexion findet hier an der Grenzfläche des verwendeten Glases mit bekanntem und großem Brechungsindex n’ zur vermessenden und optisch dünneren Flüssigkeit mit dem geringeren Brechungsindex n statt. Der optische Aufbau in diesem von Ernst Abbe entwickelten Refraktometer ermöglicht eine präzise Grenzwinkelbestimmung (± 0,0001) mit einer nur dünnen Flüssigkeitsschicht, die zwischen den zwei Glasprismen aufgetragen wird. Über die Beziehung
{\displaystyle n=n'\,\sin(\alpha _{\rm {g}})}
lässt sich somit der Brechungsindex n der Flüssigkeit berechnen.
Zur Vergleichbarkeit der vorzunehmenden Messungen ist die Verwendung einer standardisierten Lichtquelle bzw. die Festlegung auf eine feste Wellenlänge erforderlich, da andere Wellenlängen andere Brechungsindizes zur Folge haben. Früher wurde als monochromatische Lichtquelle meist eine Natriumdampflampe verwendet. In der Handhabung einfacher gestaltet sich die heute mittlerweile übliche Verwendung einer Glühlampe in Kombination mit einem optischen Filter, der nur Licht mit der Wellenlänge 589 nm zur Probe durchlässt. Dies ist die Wellenlänge der Natrium-D-Linie, die von Natriumdampflampen erzeugt wird. Damit erhält man das gleiche Messergebnis mit geringerem Aufwand. Das Abbe-Refraktometer ist jedoch so konstruiert, dass auch bei Verwendung polychromatischen Lichtes der Brechungsindex bei der D-Linie erhalten werden kann.
Je nach Flüssigkeit kann der Brechungsindex stark temperaturabhängig sein. Daher werden die Prismen während der Messung auf eine konstante, bekannte Temperatur gebracht. Die übliche Messtemperatur beträgt 20 °C. Es kann aber aus verschiedenen Gründen, wie Schmelz-, Siede- und Zersetzungstemperatur des Messgutes, nötig sein, bei einer anderen Temperatur zu messen.
Die verwendete Wellenlänge und Temperatur werden als tief- und hochgestellte Indizes angegeben. Dabei ist „D“ das Kennzeichen für das Licht der Natrium-D-Linie (589,00 und 589,59 nm). In älteren Tabellenwerken werden auch noch α und β als Index angegeben, die sich auf Linien der Balmer-Serie des Wasserstoffspektrums beziehen (656,28 bzw. 486,13 nm). Die Temperaturangabe erfolgt in Grad Celsius.
Beispiel: {\displaystyle n_{D}^{20}} = Natrium-D-Linie, 20 °C

## Bestimmung vonn
Zur Erreichung der bestmöglichen Genauigkeit muss die Temperatur während der Messung mithilfe eines Thermostaten auf ± 0,2 °C konstant gehalten werden.
Zuerst wird die Flüssigkeit auf das aufgeklappte Doppelprisma gegeben (1). Dann blickt man durch das rechte Okular, wobei das Strichkreuz scharf zu sehen sein muss. Die Grenze der Totalreflexion wird nun auf das Strichkreuz eingestellt (2). Jetzt kann man im Ablesemikroskop den Winkel ablesen, hier beträgt er 7°46' (3).

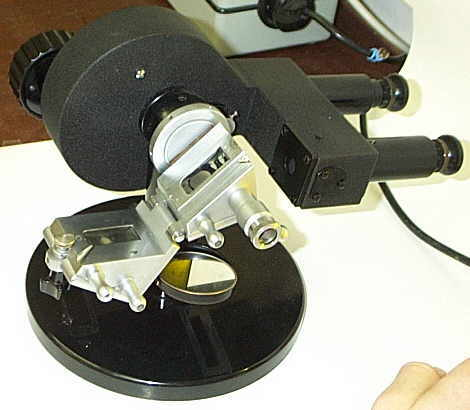
1
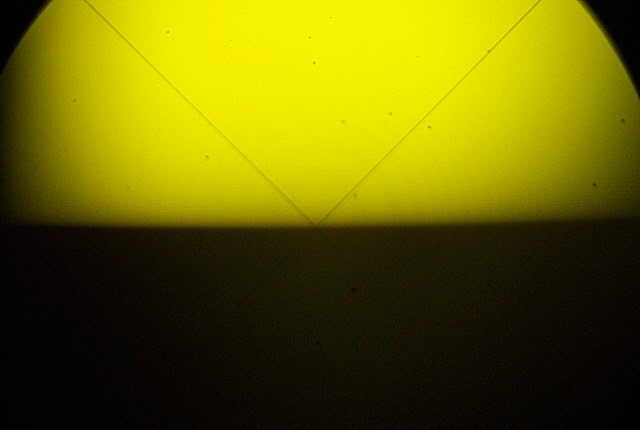
2
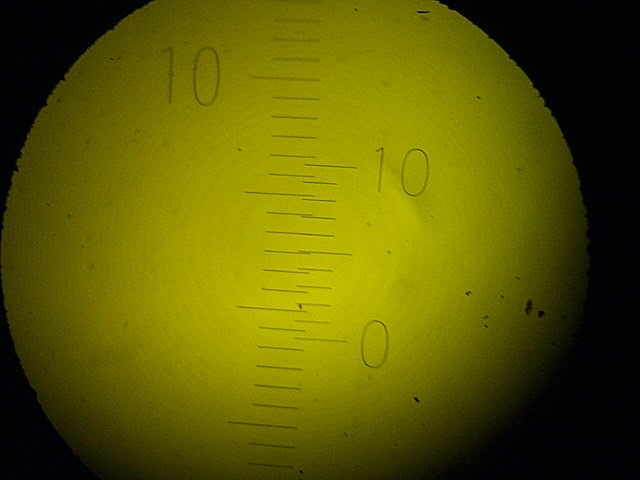
3